# 작업 증명 시스템
작업 증명 시스템(proof-of-work (PoW) system 또는 protocol, function)은 서비스 요청자로부터 일부 작업을 요구함으로써(일반적으로 컴퓨터에 의한 처리 시간을 의미) 서비스 거부(DoS) 공격과 기타 서비스 악용(예: 네트워크 상의 스팸)을 단념하게 만들기 위한 경제적인 수단이다. 이 개념은 1993년의 어느 한 잡지 기사에서 제시된 바에 따르면 Cynthia Dwork와 Moni Naor에 의해 발명되었다. "작업 증명"(Proof of Work, POW)이라는 용어는 1999년 논문에서 Markus Jakobsson와 Ari Juels에 의해 처음 만들어져 공식화되었다. 통화에 가치를 제공하기 위해 사용된 작업 증명 시스템의 초기 예는 솔로몬 제도의 조가비 화폐이다.

## 작업 증명 기능 목록
아래에는 현재 알려진 작업 증명 함수의 목록이다:
- 정수제곱근법 큰 소수[1]
- 약한 Fiat–Shamir 서명[1]
- Ong–Schnorr–Shamir 서명 (broken by Pollard)[1]
- 부분 해시 반전(Partial hash inversion)[3][4][2] 이 논문은 작업 증명(POW)의 개념을 공식화하고 재사용 가능한 작업 증명(RPOW) 시스템의 하나인 브레드 푸딩 프로토콜(bread pudding protocol)의 독립적인 개념을 도입하고 있다.[5] (해시캐시로서)
- 해시 수열(Hash sequences)[6]
- 퍼즐[7]
- 디피-헬먼 기반 퍼즐[8]
- Moderate[9]
- Mbound[10]
- Hokkaido[11]
- Cuckoo Cycle[12]
- 머클 트리 기반[13]
- Guided tour puzzle protocol[14]

## 같이 보기
- 비트코인
- 암호화폐